# 1. Bundesliga 1988-89
La 1. Bundesliga 1988-89 fue la 26.ª edición de la Fußball-Bundesliga, la mayor competición futbolística de Alemania Federal. El certamen fue disputado por 18 equipos entre el 22 de julio de 1988 y el 17 de junio de 1989.
El campeón fue Bayern Múnich, que se consagró a falta de dos fechas con una goleada 5-0 ante Bayer 05 Uerdingen, al mismo tiempo que Colonia, su escolta, igualaba sin goles ante Stuttgarter Kickers, quedando sin chances de alcanzar al cuadro muniqués. De esta forma, Bayern Múnich se quedó con su décima Bundesliga, y su undécimo título alemán de primera división.

## Equipos
| Pos | Descendidos de 1. Bundesliga |
| --- | ---------------------------- |
| 17º | Homburgo                     |
| 18º | Schalke 04                   |

| Pos | Ascendidos de 2. Bundesliga |
| --- | --------------------------- |
| 1º  | Stuttgarter Kickers         |
| 2º  | St. Pauli                   |

| Equipo                   | Ciudad          | Estadio                  | Aforo  |
| ------------------------ | --------------- | ------------------------ | ------ |
| Bayer Leverkusen         | Leverkusen      | Estadio Ulrich Haberland | 20 000 |
| Bayer 05 Uerdingen       | Krefeld         | Estadio Grotenburg       | 35 700 |
| Bayern de Múnich         | Múnich          | Estadio Olímpico         | 70 000 |
| Bochum                   | Bochum          | Ruhrstadion              | 40 000 |
| Borussia Dortmund        | Dortmund        | Westfalenstadion         | 54 000 |
| Borussia Mönchengladbach | Mönchengladbach | Bökelbergstadion         | 34 500 |
| Colonia                  | Colonia         | Estadio Müngersdorfer    | 61 000 |
| Eintracht Fráncfort      | Fráncfort       | Waldstadion              | 62 000 |
| Hamburgo                 | Hamburgo        | Volksparkstadion         | 62 000 |
| Hannover 96              | Hannover        | Niedersachsenstadion     | 60 400 |
| Kaiserslautern           | Kaiserslautern  | Estadio Fritz Walter     | 42 000 |
| Karlsruher               | Karlsruhe       | Wildparkstadion          | 50 000 |
| Núremberg                | Núremberg       | Estadio Municipal        | 64 238 |
| St. Pauli                | Hamburgo        | Estadio Wilhelm Koch     | 18 000 |
| Stuttgart                | Stuttgart       | Neckarstadion            | 72 000 |
| Stuttgarter Kickers      | Stuttgart       | Neckarstadion            | 72 000 |
| Waldhof Mannheim         | Mannheim        | Estadio del Suroeste     | 75 000 |
| Werder Bremen            | Bremen          | Weserstadion             | 32 000 |

### Equipos porEstados federados
| Región                      | N.º | Equipos                                                                                             |
| --------------------------- | --- | --------------------------------------------------------------------------------------------------- |
| Renania del Norte-Westfalia | 6   | Bayer Leverkusen, Bayer 05 Uerdingen, Bochum, Borussia Dortmund, Borussia Mönchengladbach y Colonia |
| Baden-Wurtemberg            | 4   | Karlsruher, Stuttgart, Stuttgarter Kickers y Waldhof Mannheim                                       |
| Baviera                     | 2   | Bayern de Múnich y Núremberg                                                                        |
| Hamburgo                    | 2   | Hamburgo y St. Pauli                                                                                |
| Baja Sajonia                | 1   | Hannover 96                                                                                         |
| Bremen                      | 1   | Werder Bremen                                                                                       |
| Hesse                       | 1   | Eintracht Fráncfort                                                                                 |
| Renania-Palatinado          | 1   | Kaiserslautern                                                                                      |

## Sistema de competición
Los dieciocho equipos se enfrentaron entre sí bajo el sistema de todos contra todos a doble rueda, completando un total de 34 fechas. Las clasificación se estableció a partir de los puntos obtenidos en cada encuentro, otorgando dos por partido ganado, uno por empatado y ninguno en caso de derrota. En caso de igualdad de puntos entre dos o más equipos, se aplicaron, en el mencionado orden, los siguientes criterios de desempate:
1. Mejor diferencia de goles en todo el campeonato;
2. Mayor cantidad de goles a favor en todo el campeonato;
3. Mayor cantidad de puntos en los partidos entre los equipos implicados;
4. Mejor diferencia de goles en los partidos entre los equipos implicados;
5. Mayor cantidad de goles a favor en los partidos entre los equipos implicados.

Al finalizar el campeonato, el equipo ubicado en el primer lugar de la clasificación se consagró campeón y clasificó a los dieciseisavos de final de la Copa de Campeones de Europa 1989-90. Asimismo, los equipos que finalizaron el certamen en segundo, tercer, cuarto y quinto lugar clasificaron a los treintaidosavos de final de la Copa de la UEFA 1989-90, siempre y cuando ninguno de ellos hubiera obtenido un cupo a la Recopa de Europa 1989-90 como campeón de la Copa de Alemania 1988-89, en cuyo caso le trasladaría su plaza al equipo ubicado en la posición inmediatamente inferior.
Por otro lado, los equipos que ocuparon los últimos dos puestos de la clasificación —decimoséptima y decimoctava— descendieron de manera directa a la 2. Bundesliga, mientras que el decimosexto disputó la serie de play-offs de ascenso y descenso ante un equipo de dicha categoría.

## Clasificación
| Pos. | Equipo                   | Pts. | PJ | G  | E  | P  | GF | GC | Dif. | Clasificación 1989-90                          |
| ---- | ------------------------ | ---- | -- | -- | -- | -- | -- | -- | ---- | ---------------------------------------------- |
| 1    | Bayern Múnich (C)        | 50   | 34 | 19 | 12 | 3  | 67 | 26 | +41  | Dieciseisavos de final de la Copa de Campeones |
| 2    | Colonia                  | 45   | 34 | 18 | 9  | 7  | 58 | 30 | +28  | Treintaidosavos de final de la Copa de la UEFA |
| 3    | Werder Bremen            | 44   | 34 | 18 | 8  | 8  | 55 | 32 | +23  | Treintaidosavos de final de la Copa de la UEFA |
| 4    | Hamburgo                 | 43   | 34 | 17 | 9  | 8  | 60 | 36 | +24  | Treintaidosavos de final de la Copa de la UEFA |
| 5    | Stuttgart                | 39   | 34 | 16 | 7  | 11 | 58 | 49 | +9   | Treintaidosavos de final de la Copa de la UEFA |
| 6    | Borussia Mönchengladbach | 38   | 34 | 12 | 14 | 8  | 44 | 43 | +1   |                                                |
| 7    | Borussia Dortmund        | 37   | 34 | 12 | 13 | 9  | 56 | 40 | +16  | Dieciseisavos de final de la Recopa de Europa  |
| 8    | Bayer Leverkusen         | 34   | 34 | 10 | 14 | 10 | 45 | 44 | +1   |                                                |
| 9    | Kaiserslautern           | 33   | 34 | 10 | 13 | 11 | 47 | 44 | +3   |                                                |
| 10   | St. Pauli                | 32   | 34 | 9  | 14 | 11 | 41 | 42 | −1   |                                                |
| 11   | Karlsruher               | 32   | 34 | 12 | 8  | 14 | 48 | 51 | −3   |                                                |
| 12   | Waldhof Mannheim         | 31   | 34 | 10 | 11 | 13 | 43 | 52 | −9   |                                                |
| 13   | Bayer 05 Uerdingen       | 31   | 34 | 10 | 11 | 13 | 50 | 60 | −10  |                                                |
| 14   | Núremberg                | 26   | 34 | 8  | 10 | 16 | 36 | 54 | −18  |                                                |
| 15   | Bochum                   | 26   | 34 | 9  | 8  | 17 | 37 | 57 | −20  |                                                |
| 16   | Eintracht Fráncfort      | 26   | 34 | 8  | 10 | 16 | 30 | 53 | −23  | Promoción por la permanencia                   |
| 17   | Stuttgarter Kickers      | 26   | 34 | 10 | 6  | 18 | 41 | 68 | −27  | Descenso de categoría                          |
| 18   | Hannover 96              | 19   | 34 | 4  | 11 | 19 | 36 | 71 | −35  | Descenso de categoría                          |

Actualizado a los partidos jugados el 17 de junio de 1989.
 Fuente: DFB
1. ↑  Copa de Alemania (CC): Borussia Dortmund clasificó a los dieciseisavos de final de la Recopa de Europa como campeón de la Copa de Alemania 1988-89.

| Bundesliga                       |
|                                  |
| Campeón Bayern Múnich 11º título |

## Resultados
| Local \ Visitante        | BAL | BAY | BOC | BOD | BOM | COL | EFR | HAM | HAN | KAI | KAR | NUR | STP | STU | STK | UER | WAL | WER |
| ------------------------ | --- | --- | --- | --- | --- | --- | --- | --- | --- | --- | --- | --- | --- | --- | --- | --- | --- | --- |
| Bayer Leverkusen         | —   | 1–1 | 1–1 | 2–0 | 3–1 | 0–0 | 2–2 | 1–2 | 3–1 | 0–1 | 1–0 | 3–0 | 2–2 | 0–0 | 1–3 | 2–2 | 3–0 | 1–0 |
| Bayern Múnich            | 2–0 | —   | 5–0 | 1–1 | 3–0 | 2–0 | 3–0 | 1–0 | 4–0 | 5–1 | 3–2 | 1–0 | 2–1 | 3–3 | 3–0 | 5–0 | 1–0 | 0–0 |
| Bochum                   | 2–4 | 0–0 | —   | 2–2 | 1–2 | 1–3 | 1–0 | 2–1 | 1–3 | 2–0 | 2–0 | 1–0 | 0–0 | 1–0 | 2–1 | 1–1 | 2–2 | 0–1 |
| Borussia Dortmund        | 2–1 | 1–1 | 2–1 | —   | 0–0 | 0–4 | 6–0 | 2–2 | 4–0 | 1–1 | 3–2 | 4–0 | 0–0 | 1–2 | 1–1 | 4–2 | 1–2 | 3–1 |
| Borussia Mönchengladbach | 2–0 | 2–1 | 2–0 | 1–1 | —   | 1–0 | 2–1 | 0–4 | 2–0 | 4–1 | 1–1 | 1–1 | 2–2 | 2–2 | 1–1 | 3–0 | 1–1 | 4–1 |
| Colonia                  | 3–0 | 1–3 | 1–0 | 2–0 | 3–1 | —   | 3–2 | 1–2 | 1–0 | 2–2 | 6–1 | 1–1 | 4–2 | 3–0 | 5–1 | 1–1 | 1–0 | 2–0 |
| Eintracht Frankfurt      | 1–1 | 2–2 | 1–1 | 2–1 | 1–1 | 1–0 | —   | 0–1 | 1–0 | 3–2 | 1–0 | 1–0 | 1–1 | 1–3 | 1–2 | 0–2 | 0–0 | 0–0 |
| Hamburgo                 | 1–1 | 0–1 | 3–1 | 0–0 | 1–2 | 0–1 | 2–1 | —   | 4–1 | 1–1 | 1–1 | 3–2 | 1–1 | 2–1 | 3–0 | 3–0 | 5–1 | 2–0 |
| Hannover 96              | 2–2 | 0–0 | 3–2 | 1–5 | 0–1 | 2–2 | 1–1 | 2–3 | —   | 0–0 | 2–3 | 2–2 | 2–2 | 2–0 | 3–4 | 0–5 | 0–2 | 2–2 |
| Kaiserslautern           | 0–0 | 1–1 | 3–0 | 3–2 | 0–0 | 1–1 | 3–0 | 0–0 | 0–0 | —   | 1–2 | 2–1 | 1–0 | 6–1 | 6–0 | 2–0 | 0–3 | 0–0 |
| Karlsruher               | 2–3 | 2–2 | 1–3 | 0–0 | 2–2 | 0–0 | 1–3 | 2–2 | 2–0 | 4–1 | —   | 1–1 | 3–1 | 2–0 | 1–0 | 0–1 | 2–1 | 1–0 |
| Núremberg                | 1–1 | 2–1 | 3–1 | 1–1 | 0–0 | 0–2 | 1–1 | 1–4 | 1–0 | 1–1 | 1–3 | —   | 5–3 | 1–0 | 3–3 | 1–0 | 1–0 | 0–1 |
| St. Pauli                | 2–0 | 0–0 | 1–0 | 1–0 | 1–1 | 0–1 | 2–0 | 1–2 | 1–1 | 1–1 | 1–0 | 0–1 | —   | 2–1 | 1–0 | 5–1 | 2–1 | 1–3 |
| Stuttgart                | 0–0 | 1–2 | 3–1 | 1–3 | 2–1 | 2–0 | 2–0 | 4–2 | 2–1 | 3–1 | 2–0 | 4–0 | 2–1 | —   | 4–0 | 2–2 | 2–0 | 3–3 |
| Stuttgarter Kickers      | 1–3 | 2–0 | 1–2 | 1–2 | 3–0 | 0–0 | 0–1 | 2–0 | 0–1 | 2–0 | 1–3 | 1–0 | 2–2 | 0–2 | —   | 3–1 | 1–3 | 0–6 |
| Bayer 05 Uerdingen       | 3–1 | 1–3 | 3–1 | 0–0 | 0–0 | 1–1 | 4–1 | 0–2 | 7–3 | 3–1 | 0–3 | 3–2 | 0–0 | 0–0 | 1–3 | —   | 0–0 | 2–1 |
| Waldhof Mannheim         | 1–1 | 0–3 | 2–2 | 0–3 | 4–1 | 2–1 | 1–0 | 0–0 | 1–1 | 0–4 | 2–0 | 2–1 | 2–1 | 3–4 | 2–2 | 3–3 | —   | 1–1 |
| Werder Bremen            | 3–1 | 2–2 | 2–0 | 2–0 | 2–0 | 1–2 | 2–0 | 2–1 | 1–0 | 1–0 | 3–1 | 2–1 | 0–0 | 3–0 | 4–0 | 3–1 | 2–1 | —   |

## Play-off de ascenso y descenso
| 21 de junio de 1989 | Eintracht Fráncfort     | 2:0 (1:0) | Saarbrücken | Waldstadion, Fráncfort                                         |                                                                |
|                     | Andersen 26' · Binz 60' | Reporte   |             | Asistencia: 40 000 espectadores Árbitro(s): Wolf-Günter Wiesel | Asistencia: 40 000 espectadores Árbitro(s): Wolf-Günter Wiesel |

| 25 de junio de 1989 | Saarbrücken     | 2:1 (1:0) | Eintracht Fráncfort | Ludwigsparkstadion, Saarbrücken                          |                                                          |
|                     | Yeboah 10' (76) | Reporte   | Schulz 51'          | Asistencia: 35 000 espectadores Árbitro(s): Dieter Pauly | Asistencia: 35 000 espectadores Árbitro(s): Dieter Pauly |

Eintracht Fráncfort se aseguró la permanencia en la 1. Bundesliga al ganar por un marcador global de 3-2.

## Estadísticas

### Goleadores
| Jugador           | Equipo                   | Goles |
| ----------------- | ------------------------ | ----- |
| Thomas Allofs     | Colonia                  | 17    |
| Roland Wohlfarth  | Bayern Múnich            | 17    |
| Uwe Bein          | Hamburgo                 | 15    |
| Fritz Walter      | Stuttgart                | 13    |
| Jürgen Wegmann    | Bayern Múnich            | 13    |
| Stefan Kuntz      | Bayer 05 Uerdingen       | 13    |
| Harald Kohr       | Kaiserslautern           | 13    |
| Uwe Leifeld       | Bochum                   | 13    |
| Frank Neubarth    | Werder Bremen            | 13    |
| Karl-Heinz Riedle | Werder Bremen            | 13    |
| Jürgen Klinsmann  | Stuttgart                | 13    |
| Hans-Jörg Criens  | Borussia Mönchengladbach | 13    |